# Yesud HaMa‘ala
Yesud HaMa‘ala (hebreiska: יסוד המעלה, Yesud HaMa’ala) är en ort i Israel.   Den ligger i distriktet Norra distriktet, i den norra delen av landet. Yesud HaMa‘ala ligger 73 meter över havet och antalet invånare är 1 300.
Terrängen runt Yesud HaMa‘ala är kuperad söderut, men norrut är den platt. Yesud HaMa‘ala ligger nere i en dal som går i nord-sydlig riktning.Runt Yesud HaMa‘ala är det tätbefolkat, med 427 invånare per kvadratkilometer. Närmaste större samhälle är Safed, 14,9 km sydväst om Yesud HaMa‘ala. Trakten runt Yesud HaMa‘ala består till största delen av jordbruksmark.